# Navianos de Valverde
Navianos de Valverde település Spanyolországban,  Zamora tartományban. Navianos de Valverde Villaveza de Valverde, Micereces de Tera, Villanázar, Burganes de Valverde és Friera de Valverde községekkel határos. Lakosainak száma 163 fő (2024).

## Népesség
A település népessége az utóbbi években az alábbiak szerint változott:
| Lakosok száma | 262  | 253  | 234  | 221  | 205  | 204  | 196  | 182  | 171  | 163  |
|               | 2001 | 2004 | 2007 | 2009 | 2012 | 2014 | 2017 | 2019 | 2022 | 2024 |